# Хрисант Костурски
Хрисант (на гръцки: Χρύσανθος, Хрисантос) е православен духовник от началото на XVIII век, костурски митрополит на Охридската архиепископия.

## Биография
Митрополит Хрисант е споменат за пръв път на 21 февруари 1719 година. Споменат е и в ктиторския надпис на костурската „Свети Йоан Предтеча Позерски“ от 1727/1728 година. В един антиминс от костурската църква „Свети Трима“ е спомената и пълната му титла ипертим и екзарх на Дардания и прототрон на Първа Юстиниана: „Θυσιαστήριον θεῖον καί ἱερόν τοῦ ἐπιτελεῖσθαι ἐπ ́αὐτοῦ τήν θεία ν μυσταγωγίαν τοῦ Κυρίου ἡμῶν Ι. Χ. P. ἐν παντί τόπῳ τῆς δεσποτείας αὐτοῦ καθιερωθέν καί ἀγιασθέν διά χάριτος τοῦ Παναγίου πνεύματος ὑπό τοῦ πανιερωτάτου καί λογιωτάτου Μητροπολίτου τῆς Ἁγιωτάτης Μητροπόλεως Καστορίας Κου Κου Χρυσάνθου ὑπερτίμου καί ἐξάρχου Δαρδα(ν)ίας καί πρωτοθρόνου τῆς Α ́Ἰουστινιανῆς“. Споменава се и в 1739, 1742, 1745, 1746, 1748, 17 юни 1749, 1752, 1753 и 1756 година. В 1756 година е заместен от Евтимий II Костурски. Отново е на катедрата на 8 юли 1761 година. През февуари 1764 година костурският престол вече отново се заема от Евтимий.